# Експедиція «Тяжіння»
«Експедиція „Тяжіння“» (англ. Mission of Gravity) — науково-фантастичний роман Хола Клемента, вперше опублікований 1953 року в журналі Astounding Science Fiction (квітень-липень). Також в червневому номері журналу було надруковано додаток до роману — стаття «Світ-дзига» (англ. Whirligig World), де автор детально описав фізичні особливості планети, на якій відбувається дія книги. Перша книжкова публікація вийшла в 1954 році. Роман номінувався на ретроспективну премію Х'юго за 1954 рік, на міжнародну премію з фантастики I. F. (1955), і тричі номінувався журналом «Локус» (1975, 1987, 1998) як найкращий роман.

## Художня постановка
Історія відбувається на планеті Месклин, яка швидко обертається та має форму стисненого сфероїда; тяжіння на поверхні Мескліна варіює від 700 g на полюсах до 3 g на екваторі. Історія розповідається від особи однієї з місцевих розумних форм життя (месклініти) на ім'я Барленнан і земного дослідника Чарлза Лекленда. Месклініти мають форму тіла як у гусені, щоб переносити величезну силу тяжіння і бояться навіть невеликої висоти (тому, що при силі тяжіння майже 700 g падіння навіть з крихітної висоти приводить до смерті).

## Сюжет
Месклініт Барленнан — капітан торговельного судна Брі аборигенів, що вирушив в рамках торговельної місії до екватора. Історія починається з його вступу в контакт із Чарлзом Леклендом — дослідником з Землі, який насилу може пересуватися в скафандрі навіть в зоні екватора. Лекленд навчає месклінітів англійської мови та від імені дослідницької експедиції укладає угоду з командою Барленнана, щоб вони допомогли отримати дані з наукового зонда, який був відправлений до одного з полюсів планети для вивчення властивостей величезної гравітації, та не зміг злетіти. В обмін на допомогу, люди з дослідницької місії зобов'язуються надавати метеорологічні дані про суворі погодні умови на шляху до зонда. Зв'язок підтримується за допомогою радіопристроїв сконструйованих для роботи в умовах підвищеної гравітації, які сприймаються месклінітами як магія.
На шляху до полюса корабель зустрічає і долає різні перешкоди, з деякими з яких люди допомагають впоратися завдяки кращому розумінню наукових принципів, а деякі Барленнану та його команді доводиться долати власними силами. Їх намагаються захопити різноманітні форми життя схожі на месклінітів, які краще пристосувалися до частини планети з меншою силою тяжіння та розробили метальну зброю та планери. Поступово, крок за кроком, з допомогою людей месклініти знаходять шлях до втечі.
Барленнан незадоволений відповідями людей, коли йому здається, що вони хочуть приховати від нього наукове знання, і коли експедиція нарешті досягає зонду, він інформує людей, що хоче укласти нову угоду. У своєму монолозі Барленнан розповідає людям, що справжньою метою його подорожі також було здобути знання, і що відповідно до нової угоди люди повинні навчати месклінітів знанням, які вони здобудуть з зонда. Чарлз Лекленд, який знає Барленнана найкраще, заперечує, що для того, щоб зрозуміти дані з зонда, найкращі вчені Землі витрачають більшу частину свого життя, і для людей з дослідницької місії немає можливості виконати таку умову тому, що у месклінітів немає базових наукових знань. На що Барленнан відповідає, що під час подорожі він завдяки порадам людей зрозумів що таке наука, і розуміючи, що всіх знань месклініти не зможуть отримати, нова угода буде містити навчання месклінітів основам науки.
У романі розповідається про те, як місцеві умови впливають на погоду, геологію та атмосферу морів і полюса, а також розповідає, як жителі Мескліна долають свій страх перед гравітацією, навчаючись дивитися на неї з наукової точки зору. Зрештою команді Брі вдається прилаштувати повітряну кулю до корабля і відправити його в першу повітряну подорож над полюсом.

## Відгуки та відзнаки
Редактори Ентоні Бучер і Дж. Френсіс Маккомас оцінили роман як «компактний та цілісний, з великою кількістю цікавих пригод» і схарактеризували його як «чудовий зразок наукової фантастики, виконаний в найкращій манері з можливих».
Найавторитетнішим шотландським критиком-фантастикознавцем Дейвідом Прінґлом роман включено до переліку 100 найкращих англомовних науково-фантастичних романів за період з 1949 по 1984 рік.

## Історія публікацій
У 1972 році скорочений переклад роману був вперше виданий в СРСР видавництвом «Світ». Перекладав його відомий письменник-фантаст А. Стругацький під псевдонімом С. Бережков. Роман неодноразово перевидавався в тому ж перекладі з початку 1990-х років. Сумарний тираж російськомовних видань — понад 750 тис. примірників (без урахування першої публікації, де наклад не вказаний).